# Evil Woman (canción de Electric Light Orchestra)
«Evil Woman» es una canción del grupo británico Electric Light Orchestra, publicada en el álbum de estudio Face the Music (1975). La canción, compuesta por Jeff Lynne, fue también publicada como el primer sencillo del álbum.
La canción también presenta su aparición en el juego Grand Theft Auto: IV en la estación ficticia "Liberty Rock Radio", aunque en abril del 2018 la canción fue removida, debido a que expiró la licencia de la misma.

## Publicación
Publicada como sencillo de Face the Music a finales de 1975, la canción se convirtió en uno de los primeros éxitos mundiales de la Electric Light Orchestra. Según Lynne, «Evil Woman» fue una de las canciones que más rápido compuso, en apenas treinta minutos, originalmente como un relleno para Face the Music. El sencillo, con una versión en directo de «10538 Overture» como cara B, se colocó entre los diez primeros puestos de las listas de sencillos de Reino Unido y Estados Unidos a comienzos de 1976. El verso «There's a hole in my head where the rain comes in» es un tributo de Lynne a la canción de The Beatles «Fixing a Hole».
En 2012, Lynne regrabó la canción y publicó una nueva versión en Mr. Blue Sky: The Very Best of Electric Light Orchestra, un recopilatorio con regrabaciones de canciones de la ELO.

## Posición en listas
| País           | Lista                    | Posición |
| -------------- | ------------------------ | -------- |
| Australia      | Kent Music Report        | 23       |
| Canadá         | RPM Top Singles          | 6        |
| Francia        | SNEP Albums Chart        | 2        |
| Irlanda        | Irish Singles Chart      | 10       |
| Italia         | FIMI                     | 29       |
| Países Bajos   | Dutch Top 40             | 20       |
| Nueva Zelanda  | New Zealand Music Chart  | 8        |
| Reino Unido    | Official Charts Company  | 10       |
| Estados Unidos | Billboard Hot 100        | 10       |
| Estados Unidos | Cash Box Top 100 Singles | 9        |
| Estados Unidos | Record World Singles     | 9        |
| Estados Unidos | Billboard Year-End       | 70       |